# هاینبوکل
هاینبوکل (به آلمانی: Heinbockel) یک شهر در آلمان است که در Oldendorf-Himmelpforten واقع شده‌است. هاینبوکل ۱٬۵۳۷ نفر جمعیت دارد.